# دانيال تاميت
دانيال بول تاميت (بالإنجليزية: Daniel Paul Tammet) (ولد في 31 يناير 1979 في لندن، إنكلترا) هو نابغة بريطاني لديه قدرة فائقة في تعلم الرياضيات واللغات الطبيعية. هو أول تسعة أبناء لعائلة متوسطة الدخل تعيش في لندن.
كان مصابا بالتوحد في صغره. في كتابه «مولود في يوم أزرق»، يصف تاميت كيف أثرت إصابته بالصرع والمحاسة ومتلازمة آسبرغر على سنوات طفولته.

## قدراته
تاميت يملك الرقم القياسي الأوروبي لعد ثابت الرياضيات باي إلى 22,514 رقما عشريا في خمس ساعات وتسع دقائق، كما أنه يستطيع التحدث بإحدى عشر لغة هي الإنكليزية، الفرنسية، الفنلندية، الألمانية، الإسبانية، الليتوانية، الرومانية، الإستونية، الآيسلندية، الويلزية، والإسبرانتو، وهو يقوم الآن بابتكار لغة مصطنعة جديدة تدعى منتي.

## حياته الشخصية
تاميت يعيش مع صديقه مهندس البرمجيات نيل ميتشيل منذ عام 2001 في منزلهما في كنت ويديران معا شركة تعليم إلكتروني تدعى أوبتيمنم (Optimnem). تاميت سبق وأن ناقش العلاقة المثلية التي تربطه مع ميتشيل.

## منتي
مَنتي (Mänti) هي اللغة التي اصطنعها تاميت. تأتي كلمة منتي من الكلمة الفنلندية (mänty) «صنوبر». تستعمل لغة منتي كلمات لغات اسكندينافيا، مثل:
- buss (حافلة)
- kuppi (كوب)
- kellokült (تأخر)
- nööt (ليل)[5]
- haaben (مَلَكَ ــِـ)

## وصلات خارجية
- دانيال تاميت على موقع IMDb (الإنجليزية)
- دانيال تاميت على موقع قاعدة بيانات الفيلم (الإنجليزية)
- Optimnem شركة التعليم الإلكتروني التي أسسها دانيال تاميت